# Хребтово (Калязинский район)
Хребтово — деревня в Калязинском районе Тверской области. Входит в состав Старобисловского сельского поселения.

## География
Находится в юго-восточной части Тверской области на расстоянии приблизительно 24 км на юго-восток по прямой от районного центра города Калязин на правом берегу реки Сабля.

## История
Была отмечена на карте 1825 года. В 1859 году здесь (тогда деревня Калязинского уезда Тверской губернии) было учтено 8 дворов, в 1978 — 17.

## Население
Численность населения: 95 человек (1859 год), 0 в 2002 году, 1 в 2010.